# Воєйков Олександр Федорович
Олекса́ндр Фе́дорович Воє́йков (30 серпня [10 вересня] 1778 або 1779, Москва — 16 [28] червня 1839, Санкт-Петербург) — російський поет, перекладач, літературний критик, видавець, журналіст. Член Російської академії (1819).

## Біографія
Походить зі старовинного дворянського роду.
Навчався у Московському університетському благородному пансіоні (1791–1795), де зблизився з В. А. Жуковським і А. І. Тургенєвим. У 1789–1801 роках був на військовій службі. Жив у Москві. Під час франко-російської війни 1812 року вступив в ополчення. В 1814 році оженився на Олександрі Андріївні Протасовій (1795—1829). З допомогою Жуковського отримав місце ординарного професора російської словесності у Дерптському університеті (1814). У 1818 році отримав ступінь доктора філософії honoris causa Дерптського університету. В 1820 році переїдав у Санкт-Петербург. Служив інспектором класів, далі викладачем в Артилерійському училищі (до 1825).
Згідно зі свідченнями І. Г. Бурцева, О. Ф. Воєйков був членом декабристської організації «Союз благоденствия», але хід справі дано не було.
З 1822 по 1826 рік жив у прибутковому будинку  Меншикова за адресою Невський проспект, 64. Квартиру Воєйкова відвідували Є. А. Баратинський, П. А. Вяземський, М. І. Гнедич, І. А. Крилов, О. І. Тургенєв, М. М. Язиков.

## Літературна діяльність
Дебютував у друці віршем «Сатира к Сперанскому. Об истинном благородстве» 1806 в журналі «Вестник Европы», де активно друкувався у 1800–1810-х роках. Відомим був завдяки своєму постійно продовжуваному віршованому памфлету «Дом сумасшедших», де зображено візит автора у божевільню, де сидять поети, письменники і політичні журналісти, яким він дає влучні і часто дуже злі характеристики, але кінець кінцем сам потрапляє туди і прокидається. Перша редакція була створена в 1814 році, Воєйков до кінця життя постійно дописував сатиру, додаючи строфи з новими «пацієнтами». «Дом сумасшедших» уперше було опубліковано в 1857 (перша редакція).
У 1816 році був прийнятий у літературне товариство «Арзамас». Створив пародійний «Парнаський Адрес-календар», який відображав уявлення арзамасців про літературну ієрархію. Переклав «Історію царювання Людовіка XIV і Людовіка XV» Вольтера (Москва, 1809), «Сади, або Мистецтво прикрашати сільські види» Жака Деліля (Санкт-Петербург, 1816), «Еклоги і Георгіки» Вергілія (том 1—2, Санкт-Петербург, 1816–1817).
У 1815–1817 роках спільно з В. А. Жуковським і Олександром Тургенєвим випустив «Собрание образцовых русских сочинений и переводов» і робив аналогічні видання у 1821–1822, 1824–1826, 1838.
Почесний член Вільного товариства любителів російської словесності з 1820 року.
Із середини 1820 до початку 1822 року був співредактором М. І. Греча в журналі «Сын отечества», де вів відділ критики. В 1822–1838 — редактор газети «Русский инвалид» і її додатків «Новости литературы» (1822–1826), «Литературных прибавлений к Русскому инвалиду» (1831–1836), журналу «Славянин» (1827–1830). У «Новостях литературы» публіковав переклади еклог Вергілія, фрагментів творів Деліля, Ш. Мільвуа, вів літературну полеміку з Гречем, Ф. В. Булгаріним, М. О. Полєвим, О. М. Сомовим, П. П. Свиньїним.

## Діти
Дружина (з 1814) — Олександра Андріївна Протасова
- Катерина (1815—1844);
- Олександра (1817—1893);
- Андрій (1822—1866);
- Марія (1826—1906).